# Taylor Lautner
Taylor Daniel Lautner, ameriški glasovni, televizijski in filmski igralec ter umetnik bojevanja, * 11. februar 1992, Grand Rapids, Michigan, Združene države Amerike.
Kot otrok se je Taylor Lautner učil borilnih veščin, pri čemur ga je organizacija American Sports Karate Association kasneje označila za najboljšega bojevnika v njegovi kategoriji. Kmalu za tem je pričel z igralsko kariero, saj se je začel pojavljati v komičnih televizijskih serijah, kot sta The Bernie Mac Show (2003) in Moja žena in otroci (2004), nato pa je imel glasovne vloge v televizijskih serijah, kot sta Kaj je novega, Scooby-Doo? (2005) in Danny Fantom (2005). Leta 2005 se je pojavil v filmu Velika družina, veliko smeha in zaigral v filmu Morski deček in deklica iz lave 3D.
Taylor Lautner je preboj doživel, ko je bil izbran za igranje Jacoba Blacka v filmski seriji Somrak, začenši s prvim filmom, Somrak (2008). Kasneje je zaigral tudi v nadaljevanjih prvega filma, Mlada luna (2009) in Mrk (2010), Jacoba Blacka pa bo upodobil tudi v prihajajočih filmih iz serije, posnetih po romanu Jutranja zarja. Za igranje v filmski seriji Somrak je bil Taylor Lautner nominiran za mnoge nagrade, vključno z nagradami MTV Movie Awards, People's Choice Awards in Scream Awards.
Ob koncu 2000. let je Taylor Lautner postal najstniški idol in bil po tem, ko je temeljito spremenil svojo postavo za to, da bi obdržal vlogo Jacoba Blacka v prihodnjih projektih serije Somrak, prepoznan za seks simbol, saj je prejel veliko medijske pozornosti zaradi svojega videza. Leta 2010 je pristal na drugem mestu lestvice revije Glamour, »50 najprivlačnejših moških leta 2010« in na četrtem mestu lestvice revije People, »Najbolj osupljiva telesa«, poleg drugih lestvic. Od leta 2010 velja za najbolje plačanega najstniškega igralca v Hollywoodu.

## Zgodnje življenje
Taylor Daniel Lautner se je rodil v Grand Rapidsu, Michigan, Združene države Amerike, kot prvi sin mame Deborah in očeta Daniela Lautnerja. Njegova mama dela v podetju za razvijanje programske opreme, njegov oče pa je pilot letalske družbe Midwest Airlines. Ima mlajšo sestro, imenovano Makena. Vzgojen je bil v rimskokatoliški veri in ima nemške, francoske in nizozemske korenine ter je »potomec« ameriških staroselcev (posebej iz plemen Ottawa in Potawatomi) z mamine strani. Taylor Lautner je odrasel v Hudsonvilleu, Michigan, predmestju Grand Rapidsa.
Kot otrok je Taylor Lautner pri šestih letih prvič obiskal organizacijo Fabiano's Karate, pri kateri se je pričel učiti karateja. Leto dni kasneje se je udeležil turnirja iz karateja v Louisvilleu, Kentucky, kjer je spoznal Mikea Chata, ustanovitelja organizacije Michael Chaturantabut za obsežne borilne veščine. Mike Chat ga je povabil, da se pridruži taboru v univerzi Kalifornije v Los Angelesu. Mike Chat ga je nato še več let učil bojevanja, nazadnje pa si je Taylor Lautner pri osmih letih prislužil črni pas, ko je na nekem tekmovanju premagal mnogo otroških prvakov karateja iz vsega sveta. Pri enajstih letih ga je organizacija American Sports Karate Association označila za najboljšega v njegovi kategoriji. Pojavil se je na karate prireditvi ISKA, ki je bila predvajana na kanalu ESPN leta 2006.
Mike Chat, ki je nekoč upodobil lik Blue Rangerja v filmu Power Rangers Lightspeed Rescue, je Taylorju Lautnerju predlagal, da bi se začel ukvarjati z igranjem. Nekaj let je družina Lautner z letalom letala od Michigana do Los Angelesa, da bi se Taylor Lautner udeležil avdicij takoj, ko je njegova agencija poklicala, nato pa se za nekaj dni vrnil nazaj v Grand Rapids v šolo. Taylor Launter se je poleg karateja in igranja ukvarjal še z nogometom in bejzbolom, saj je bil član obeh moštev v svoji šoli, treniral pa je tudi jazz in hip-hop ples. Potem, ko so leti postali naporni, so se Lautnerjevi preselili v Kalifornijo za en mesec in se nazadnje ustalili v Santa Clariti, Kalifornija leta 2002.

## Kariera

### 2001–2007: Zgodnja kariera
V prvem mesecu po tem, ko se je preselil v Los Angeles, se je Taylor Lautner pojavil v manjših televizijskih in filmskih vlogah ter raznih reklamah. Leta 2001 je zaigral v svojem prvem televizijskem filmu, imenovanem Shadow Fury. Nato je dobil glasovno vlogo v reklami za podjetje Rugrats Go Wild. Kasneje se je pojavil v manjših delih televizijskih serij, kot so The Bernie Mac Show, Moja žena in otroci in Življenje na plaži. Dobil je glasovno vlogo v televizijskih serijah Danny Fantom, Racman Dodgers in Kaj je novega, Scooby-Doo?. Leta 2005 je Taylor Lautner zaslovel z vlogo Morskega dečka v filmu Morski deček in deklica iz lave 3D. Taylor Lautner je tri mesece preživel v Austinu, Teksas, kjer je snemal film, ki je prejel predvsem negativne ocene s strani filmskih kritikov in doživel majhen svetovni uspeh. Kakorkoli že, Taylor Lautner je bil leta 2006 vseeno nominiran za nagrado Young Artist Awards v kategoriji za »najboljši nastop glavnega igralca v filmu«. V filmu je Taylor Lautner sam posnel vse prizore s pretepi, saj je režiserju filma, Adamu Rodríguezu, povedal, da je treniral obsežne borilne veščine. Mesec dni kasneje je dobil vlogo Eliota Murtaugha v filmu Velika družina, veliko smeha, ki so mu filmski kritiki namenili zelo negativen sprejem, spletna stran Rotten Tomatoes pa ga je celo uvrstila na lestvico »najslabših filmov 2000. let«. Taylor Lautner je dejal, da je potem, ko se je vrnil iz snemanja le-tega filma iz Kanade, ugotovil, da je zelo zaslovel s filmom Morski deček in deklica iz lave 3D. Leta 2006 se je pojavil v serijah Love Inc. in He's a Bully, Charlie Brown. Dve leti kasneje je začel igrati glavno vlogo v NBC-jevi seriji My Own Worst Enemy, kjer je upodobil sina Christiana Slaterja, Jack Spivey. Revija Rolling Stone je napisala, da je v svojih zgodnjih vlogah odigral »ali popularnega otroka, ali mevžo, ali pa nasilneža«.

### 2008–2009: Preboj in serijaSomrak
Leta 2007 so filmski ustvarjalci začeli iskati igralce, ki bi lahko upodobili Jacoba Blacka, prijatelja glavnega lika, Belle Swan, s staroselskimi koreninami, v filmu Somrak, prvem filmu iz istoimenske serije. Januarja 2008 so pričeli z avdicijami v Portlandu, Oregon. Taylor Lautner za serijo Somrak še ni slišal, vendar ga je agent takoj napotil na avdicijo. Na avdiciji je prebral nekaj teksta s Kristen Stewart, ki je bila že izbrana za igranje Belle Swan, in zaigrala sta nekaj prizorov iz filmov Mlada luna in Mrk. Film je doživel velik komercialni uspeh in zaslužil več kot 69 milijonov $ že v prvem tednu od izida, nazadnje pa je po vsem svetu iztržil več kot 392 milijonov $. S strani filmskih kritikov je prejel mešane ocene, spletna stran Rotten Tomatoes pa mu je dodelila pretežno povprečno oceno, 5,5/10. Pri opisovanju kritične konsenza, je spletna stran napisala: »Veliko svojega čara pri prehodu od pretepa do ugriza na velikem ekranu, film Somrak pa bo zadovoljil svoje vnete oboževalce, drugih pa ne bo ganil.« Na spletni strani Metacritic, ki velja za realistično, je filmu dodelila 56 od 100 zvezdic s 37 ocenami. Na podelitvi nagrad MTV Movie Awards leta 2009 je bil Taylor Lautner nominiran za nagrado v kategoriji za »moški prebojni nastop«, vendar je nagrado nazadnje prejel njegov soigralec iz filmske serije Somrak, Robert Pattinson.
Na začetku je režiser Chris Weitz želel zamenjati igralca, ki bi upodobil Jacoba Blacka v nadaljevanju filma Somrak, Mlada luna, in sicer zaradi fizičnih sprememb, ki jih Jacob Black doživi med dvema romanoma. Chris Weitz je nameraval najeti igralca, ki bi natančno upodobil »novega, večjega Jacoba Blacka.« Vloga Jacoba Blacka v romanu se tudi bistveno poveča, saj se zaljubi v Bello in postane volkodlak, zaradi česar postane tudi eden izmed glavnih likov, med tem ko je bil v prejšnjem romanu le stranski lik. Predstavniki Chrisa Weitza so dejali, da nameravajo popolnoma prenoviti igralsko zasedbo »odmevne bande« volkodlakov in MTV News so poročali, da Chris Weitz za vlogo išče Michaela Copona; produkcijska hiša Summit Entertainment je dejala, da niso sklenili še ničesar. Da bi obdržal vlogo je Taylor Lautner najel osebnega trenerja in pridobil skoraj petnajst kilogramov mišic. Januarja 2009 sta Chris Weitz in produkcijska hiša Summit Entertainment oznanila, da bo Taylor Lautner Jacoba Blacka upodobil tudi v nadaljevanjih serije. V intervjuju je njegova soigralka iz serije, Kristen Stewart, o njegovi tranziciji povedala: »Tudi psihično je popolnoma druga oseba.« Kristen Stewart je kasneje dejala: »Ker je postaven, dobi veliko pozornosti, ampak mislim, da bodo ljudje takoj, ko film izide, spoznali, da dela ni dobil zaradi slednje.« Soigralec Robert Pattinson je potem, ko je videl Taylorja Lautnerja, dejal: »Videl sem ga in pomislil: 'Jezus, odpustili me bodo!'« V intervjuju z revijo The Wrap je Chris Weitz dejal, da je Taylor Lautner veliko pripomogel k uspešnosti filma: »Če si ogledate film, takoj vidite, da bi moral biti najslabši v celotni franšizi, saj Robert Pattinson v njem ne igra pomembne vloge.« Weitz je dejal, da je Taylor Lautner »dvignil vse skupaj in če njegov lik ne bi bil čustven, ne samo privlačen, film ne bi postal tako velika uspešnica.« Komercialno je film presegel svoj predhodnik, saj je postavil veliko rekordov zaradi hitre prodaje, vključno z najbolje prodajanim filmom, ki se je premierno predvajal ob polnoči v Združenih državah Amerike in Kanadi ter najbolje prodajani film v enem dnevu. V prvem tednu od izida je film Mlada luna s 142.839.137 $ dobička postal tretji najbolje prodajani film takoj ob izidu, ki se je premierno predvajal ob koncu tedna v zgodovini. Film Mlada luna je tudi šesti najbolje prodajani film, ki se je premierno predvajal ob koncu tedna, saj je zaslužil okoli 274,9 milijonov $. Sprejem kritikov je bil nekoliko manj pozitiven, saj je film dobil povprečno oceno 4,6/10 s strani spletne strani Rotten Tomatoes in 44 s strani spletne strani Metacritic. Taylor Lautner je za svoj nastop v tem filmu prejel nagrado People's Choice Awards v kategoriji za »najljubši preboj filmskega igralca« na 35. podelitvi nagrad People's Choice Awards leta 2009.
Čeprav so zasloveli že s prvim filmom iz serije Somrak, so Taylor Lautner in njegova soigralca iz serije, Kristen Stewart in Robert Pattinson, šele ob izidu filma Mlada luna prejeli naziv najstniških idolov. Ker so ga najstniki še posebej občudovali zaradi njegovih na novo pridobljenih fizičnih lastnosti, je bil Taylor Lautner prepoznan za seks simbol. Trio se je skupaj pojavil v mnogih televizijskih oddajah in na naslovnicah različnih revij. Med drugim in tretjim delom serije Somrak je Taylor Lautner kot Willy Harrinton postal član igralske zasedbe filma Valentinovo, kjer je igral poleg ameriške country pevke Taylor Swift, za katero se je takrat govorilo, da je njegova partnerka. Duet je bil leta 2010 nominiran za nagrado MTV Movie Awards v kategoriji za »najboljši poljub«. Čeprav je v glavnem prejel negativne ocene s strani filmskih kritikov, je film zaslužil 213 milijonov $ in postal druga najbolje prodajana romantična komedija. Taylor Lautner je bil voditelj dela podelitve nagrad MTV Video Music Awards leta 2009 in dela 82. podelitve oskarjev. 12. decembra 2009 je vodil oddajo Saturday Night Live ter tako s sedemnajstimi leti in tristoštirimi dnevi postal eden izmed najmlajših slavnih osebnosti, ki so vodile to oddajo, v vsej zgodovini oddaje.

### 2010–danes: Nadaljevanje s serijoSomrakin drugi projekti
Taylor Lautner je tretji film iz filmske serije Somrak, Mrk, izdal leta 2010. Kljub temu, da je s strani filmskih kritikov film prejel negativne ocene, je prehitel predhodnika in postal najbolje prodajan film v franšizi ter tudi najbolje prodajan romantično-fantazijski film in najbolje prodajan film o vampirjih in volkodlakih vseh časov v Združenih državah Amerike in Kanadi. Postal je šestintrideseti najbolje prodajan film vseh časov v Združenih državah Amerike in Kanadi. Popularnost Taylorja Lautnerja in njegovih soigralcev je še naprej naraščala, posebej preko kampanje »Team Edward vs. Team Jacob« (»Društvo Edward proti Društvu Jacob«), ki je promovirala film. Oboževalci Taylorja Lautnerja so postali tudi člani starejšega občinstva. Taylor Lautner je prejel nagrado v kategoriji za »najboljšega igralca v fantastiki« na podelitvi nagrad Scream Awards leta 2010 in bil nominiran v kategoriji za »najljubšega filmskega igralca« na 37. podelitvi nagrad People's Choice Awards. Novembra 2010 ga je revija The Hollywood Reporter imenovala za enega izmed mladih igralcev, ki se »največkrat pojavijo« na seznamu »najboljših v Hollywoodu«.
Taylor Lautner naj bi igral v filmu dveh filmih, Moving Lights ter v filmu, ki je temeljil na Maxu Steelu, vendar je zaradi konfliktov med sporedi in boljše ponudbe opustil oba projekta. Ena izmed boljših ponudb je bila glavna vloga v filmu o Stretchu Armstrongu in triler Cancun. Filmu Kdo je Bourne? (2002) podoben film, v katerem je zaigral z Lily Collins, naslovljen kot Abduction, je izšel septembra 2011. Prihajajoča projekta iz serije Somrak, posneta po romanu Jutranja zarja, bosta izšla v letih 2011 in 2012.
Od leta 2010 dalje Taylor Lautner velja za najbolje plačanega najstniškega igralca v Hollywoodu.

## Javna podoba
Revije, kot so GQ, Rolling Stone in People, so Taylorja Lautnerja označile za seks simbol, druge revije pa so ga kasneje imenovale za igralca, ki bo postal sinonim pop kulture. Imenovali so ga za novega mladega odraslega zvezdnika, ki lahko doseže »oboje, privabi dekleta s svojo intenzivnostjo in naredi vtis na fante s svojo krepko okretnostjo.« Po mnenju Mickeyja Rapkina iz revije GQ se uporabo telesa Taylorja Lautnerja v filmih lahko primerja z Megan Fox v njenih delih. Po tej ogromni fizični spremembi, ki je sledila filmu Somrak, je Taylor Lautner postal najstniški idol v očeh tabloidov skupaj s svojima soigralcema, Robertom Pattinsonom in Kristen Stewart. Taylor Lautner, odločen, da bo ostal v seriji, je vsak dan telovadil in pridobil skoraj petnajst kilogramov mišic, saj je želel upodobiti tudi novega Jacoba Blacka v filmski seriji Somrak. Michelle Lanz iz organizacije MSN Wonderwall je dejala, da je njegova preobrazba po vsej verjetnosti rešila njegovo kariero. Mnogo kritikov ga je pohvalilo zaradi fizične spremembe in mu pripisalo veliko uslug za uspeh filmske serije Somrak, Sharon Waxman je, na primer, napisala: »Kot najstniška tarča tabloidov ima zagotovo nekaj zaslug za 700 milijonov $, ki jih je Mlada luna zaslužila po vsem svetu.« Mišice Taylorja Lautnerja so postale predmet medijske pozornosti, z revijo The Wrap, ki je napisala, da bodo družbe za igralce v filmih od leta 2011 dalje iskale »večinoma mlajše igralce z veliko potenciala na zaslonu, čeprav večinoma nerazvitimi mišicami.« Mickey Rapkin iz revije GQ je napisal: »Vprašanja glede zaslužka filma so bila rešena, ko so Lautnerjeve trebušne mišice postale glavna točka filma Mlada luna, da ne omenimo njegove vizitke.« Uvrstil se je na prvo mesto seznama revije Access Hollywood, »5 hollywoodskih mišic«.
Preden je igralec postal polnoleten, so njegovo seksualizirano podobo pogosto kritizirali, zaradi česar je postal predmet mnogih kontroverznosti. Decembra 2009 se je Taylor Lautner pojavil na naslovnici revije Rolling Stone, oblečen v mokro majico. Jennifer Cady iz spletne strani E! Online je napisala, da bi lahko počakali še nekaj mesecev, ko bi Taylor Lautner »postal polnoleten, kar bi to celotno operacijo naredilo popolnoma zakonito.« V intervjuju z revijo, po tem, ko je zavrnil pogovarjanje o svoji zvezi z igralko Taylor Swift, je revija namignila na govorice o homoseksualnosti, ki pa jih je takoj zanikal. Brent Hartinger, kolumnist revije AfterElton, je blatil revijo, vprašalnik označil za »nepredstavljivo neodgovoren«, saj naj bi bil Taylor Lautner »samo sedemnajstletni otrok« in da so govorice neutemeljene, špektakulacije nekaterih blogov in oboževalcev, s čimer ga je razočaralo, da bi v »zakonitem mediju« lahko objavili določene govorice. Brent Hartinger je napisal, da je revija dosegla »novo točko nizkotnosti« in da nima nobenih skupnih predstav o vrednotah ter dodal, da ne vedo, kje je meja med »otrokom in odraslim,« čeprav je Taylor Lautner v tistem času v glavnem igral odrasle vloge.
Taylor Lautner je dejal, da si ne želi biti znan samo zaradi svojega videza, temveč tudi zaradi spretnosti v igranju, čemur nekateri pripisujejo njegovo popularnost. V nekem intervjuju je razkril, da naj bi se v nekem prizoru filma Valentinovo pojavil gol. Dejal je: »V scenariju je pisalo, da vstopimo v šolo in Willy si sname srajico. Rekel sem: 'Hej, hej. Premor. Sredi šole si bo slekel srajico? Razlog, da sem si slekel srajico v Mladi luni je, ker je v knjigi napisano tako. In tudi za tem so razni razlogi.'« Taylor Lautner je kasneje povedal, da ne bi razgalil svojih prsi za katero koli vlogo, pri kateri mu tega ne bi bilo treba storiti. Junija 2010 se je pojavil na naslovnici revije GQ. Igralec je bil omenjen v satiri konzervativne pisateljice Laure Ingraham, The Obama Diaries, kjer je komentirala, da bi bil Taylor Lautner lahko maskota za velikonočno prireditev v Beli hiši, saj naj bi »ustrezal njihovi temi o zdravstveni ozaveščenosti, imel glavo, kosmato kot zajček, poleg tega pa bi se tam lahko pojavil brez srajice«. Leta 2010 se je uvrstil na drugo mesto seznama »50 najprivlačnejših moških leta 2010« revija Glamour. Revija Men's Health ga je uvrstila na tretje mesto njihove lestvice »10 poletnih teles.« Poleg tega se je leta 2010 uvrstil na seznam »najbolj osupljiva telesa« revije People.

## Zasebno življenje
V nekem intervjuju je Taylor Lautner povedal, da so nad njim, ko je bil mlajši zaradi ukvarjanja z igranjem izvajali nasilje. Komentiral je: »Samo dopovedovati sem si moral, da ne smem dopustiti, da mi to pride do živega. To je nekaj, kar rad počnem. In s tem bom tudi nadaljeval.« Taylor Lautner sledi zapletenemu načrtu vadbe, ki ga krije revija Men's Health in vključuje tudi specifično dieto, ki se je je moral držati, da je dobil telo, s katerim je obdržal svojo vlogo Jacoba Blacka tudi v filmu Mlada luna. Poleg tega še vedno redno vadi in trenira borilne veščine. Sam pravi, da ni odvisen od drog ali alkohola.
Taylor Lautner živi v Valenciji, Kalifornija, skupaj s svojimi starši in mlajšo sestro. Tam živi že od desetega leta. V osnovni šoli se je ukvarjal s košarko, karatejem in hip-hopom, je bil med neko šolsko prireditvijo nagrajen z nagrado za »najboljši nasmeh«. Do drugega letnika srednje šole se je šolal na srednji šoli v Valenciji. Kasneje je diplomiral leta 2008 preko interneta. V intervjuju z Davidom Lettermanom je dejal, da bi, če ne bi bil preveč zaposlen, z veseljem odšel nazaj v šolo. Trenutno preko interneta opravlja izpite za kolidž. Igralec pravi, da uživa v majhnem mestu, kot je Valencia, ki je pravzaprav načrtovana skupnost v Santa Clariti, Kalifornija, v okrožju Los Angelesa, kjer živita tudi Mitchel Musso in Ashley Tisdale. Čeprav jih je tam le malo manj, je Taylor Lautner dejal, da raje živi v manjšem mestu, saj tam ni toliko paparazzev. Dejal je, da še ni razmišljal o tem, da bi se preselil na svoje, o čemer je povedal: »Obožujem dejstvo, da se moje življenje doma ni spremenilo. Še vedno pomagam odnašati smeti. Še vedno pomagam pri košenju.« Je lastnik BMW-ja 5 serije, ki ima za zaščito zatemnjena okna.
Leta 2009 je bil Taylor Lautner v zvezi z ameriško country-pop pevko Taylor Swift in ameriško igralko in pop pevko Seleno Gomez. Med aprilom in majem leta 2009 naj bi imel razmerje s Seleno Gomez, saj so ju večkrat opazili skupaj, čeprav nobeden od njiju ni ničesar potrdil ali zanikal. Do junija 2009 naj bi se par že razšel. Po govoricah naj bi Taylor Lautner pričel hoditi s Taylor Swift v oktobru 2009, potem, ko sta se spoznala na snemanju njunega skupnega filma, Valentinovo. Par je razmerje potrdil v ločenih epizodah oddaje Saturday Night Live, ki sta jo oba vodila. Razkrila sta, da sta se razšla decembra 2009, pri čemur so nekateri viri kot razlog za razhod citirali slabo kemijo, zaradi česar naj bi se odločila, da bosta raje ostala prijatelja. Drugi viri so trdili, da je Taylor Lautner z zvezo mislil resneje, kot Taylor Swift, nekateri drugi pa so trdili, da je bila romanca že od začetka prenapihnjena in neresna. Pesem »Back to December« iz tretjega glasbenega albuma Taylor Swift, Speak Now, naj bi bila po govoricah opravičilo Taylorju Lautnerju. To je bilo prvič, da se je Taylor Swift v pesmi opravičila in opravičilo naj bi šlo osebi, ki si ga je zaslužila. Kasneje je Swiftova dejala: »Ta pesem govori o osebi, ki je bila zame enkratna, enostavno popolna v razmerju in do njega sem bila zelo brezbrižna.« Mediji so napisali, da ima junak v pesmi podobne lastnosti kot Taylor Lautner, saj ga je Taylor Swift že prej označila za osebo temne polti s »sladkim nasmehom.«

## Filmografija

### Filmi
| Leto | Naslov                             | Vloga           | Opombe                        |
| ---- | ---------------------------------- | --------------- | ----------------------------- |
| 2001 | Shadow Fury                        | Mlajši Kismet   | Manjša vloga                  |
| 2005 | Morski deček in deklica iz lave 3D | Morski deček    | Glavna vloga                  |
| 2005 | Velika družina, veliko smeha       | Elliot Murtaugh | Nadaljevanje                  |
| 2008 | Somrak                             | Jacob Black     |                               |
| 2009 | Mlada luna                         | Jacob Black     |                               |
| 2010 | Valentinovo                        | Willy Harrinton |                               |
| 2010 | Mrk                                | Jacob Black     |                               |
| 2011 | Abduction                          | Nathan          | Glavna vloga, post-produkcija |
| 2011 | Jutranja zarja - 1. del            | Jacob Black     | Dvodelni film, v snemanju     |
| 2012 | Jutranja zarja - 2. del            | Jacob Black     | Dvodelni film, v snemanju     |

### Televizija
| Leto | Naslov                      | Vloga                                      | Opombe                            |
| ---- | --------------------------- | ------------------------------------------ | --------------------------------- |
| 2003 | The Bernie Mac Show         | Aaron                                      | Dve epizodi                       |
| 2004 | Moja žena in otroci         | Tyrone                                     | Ena epizoda                       |
| 2004 | Življenje na plaži          | Fant na plaži                              | Manjši pojav                      |
| 2005 | Danny Fantom                | Youngblood                                 | Glas; stranska vloga; tri epizode |
| 2005 | Racman Dodgers              | Reggie Wasserstein Grozno antipatičen fant | Glas; dve epizodi                 |
| 2005 | Kaj je novega, Scooby-Doo?  | Dennis Ned                                 | Glas; dve epizodi                 |
| 2006 | Love, Inc.                  | Oliver                                     | TV                                |
| 2006 | He's a Bully, Charlie Brown | Joe Agate                                  | Televizijska specialka; glas      |
| 2008 | My Own Worst Enemy          | Jack Spivey                                | Glavna vloga                      |

## Nagrade in nominacije
| Leto | Nagrada                                 | Kategorija                                                                       | Delo                                          | Osvojil? |
| ---- | --------------------------------------- | -------------------------------------------------------------------------------- | --------------------------------------------- | -------- |
| 2005 | Young Artist Awards                     | »Najboljši nastop v filmu - Glavni mladi igralec«                                | Avanture morskega dečka in deklice iz lave 3D | Ne       |
| 2009 | Scream Awards                           | »Moški prebojni nastop«                                                          | Somrak                                        | Da       |
| 2009 | MTV Movie Awards                        | »Najboljši prebojni nastop - Moški«                                              | Somrak                                        | Ne       |
| 2009 | Teen Choice Awards                      | »Izbira svežega obraza - Moški«                                                  | On                                            | Da       |
| 2010 | People's Choice Awards                  | »Najljubši preboj igralca«                                                       | Mlada luna                                    | Da       |
| 2010 | People's Choice Awards                  | »Najljubša skupina na ekranu« (skupaj z Robertom Pattinsonom in Kristen Stewart) | Somrak                                        | Da       |
| 2010 | Kids' Choice Awards\|Kids Choice Awards | »Najljubši filmski igralec«                                                      | Mlada luna                                    | Da       |
| 2010 | Kids' Choice Awards\|Kids Choice Awards | »Najbolj ljubek par« (skupaj s Kristen Stewart)                                  | Mlada luna                                    | Da       |
| 2010 | Zlata malina                            | »Najslabši par na ekranu« (skupaj s Kristen Stewart)                             | Mlada luna                                    | Ne       |
| 2010 | Young Artist Awards                     | »Najboljši moški nastop v filmu - Glavni mladi igralec«                          | Mlada luna                                    | Ne       |
| 2010 | MTV Movie Awards                        | »Najboljši poljub« (skupaj s Taylor Swift)                                       | Valentinovo                                   | Ne       |
| 2010 | Teen Choice Awards                      | »Izbira poletne filmske zvezde: Moški«                                           | Mrk                                           | Da       |
| 2010 | Teen Choice Awards                      | »Privlačen moški«                                                                | On                                            | Ne       |
| 2010 | Teen Choice Awards                      | »Ikona rdečih preprog - Moški«                                                   | On                                            | Ne       |
| 2010 | Teen Choice Awards                      | »Izbira nasmeha«                                                                 | On                                            | Ne       |
| 2010 | Teen Choice Awards                      | »Izbira filmskega igralca: Fantazija«                                            | Mrk                                           | Ne       |
| 2010 | Teen Choice Awards                      | »Izbira filma: Šminka« (skupaj s Taylor Swift)                                   | Valentinovo                                   | Ne       |
| 2010 | Teen Choice Awards                      | »Izbira filma: Kemija« (skupaj s Taylor Swift)                                   | Valentinovo                                   | Ne       |
| 2010 | Scream Awards                           | »Najboljši igralec v fantaziji«                                                  | Mrk                                           | Ne       |
| 2010 | Australian Kids' Choice Awards          | »Najljubši poljub« (skupaj s Kristen Stewart)                                    | Mrk                                           | Ne       |
| 2010 | Australian Kids' Choice Awards          | »Najprivlačnejša privlačna oseba«                                                | On                                            | Ne       |
| 2011 | People's Choice Awards                  | »Najljubši filmski igralec«                                                      | Mrk                                           | Ne       |
| 2011 | People's Choice Awards                  | »Najljubša skupina na ekranu« (skupaj z Robertom Pattinsonom in Kristen Stewart) | Mrk                                           | Da       |